# Johann III. von Diest
Johann III. von Diest (nl. Jan III. van Diest) († 1340) war zwischen 1322 und 1340 der 49. Bischof von Utrecht.  

## Familie und frühe Jahre
Er stammte aus dem Brabanter Adelsgeschlecht Diest und war Sohn des Arnold V. Herr von Diest und Burggraf von Antwerpen. Bald trat er in den geistlichen Stand ein, wurde Domherr und Archidiakon und war schließlich Propst in Cambrai. Nach dem Tod seines Vaters teilte er sich eine Zeitlang mit seinen Brüdern das Erbe und wurde schlussendlich der Hauptnutznießer. Schließlich war er Inhaber der Stadt und Herrschaft Diest sowie der Burggrafschaft Antwerpen.

## Bischof von Utrecht
Für seinen Aufstieg kamen ihm die inneren Auseinandersetzungen im Hochstift Utrecht zugute. Dort bekämpften sich die Gegner und die Befürworter eines steigenden Einflusses der Grafen von Holland. Im Jahr 1322 konnte sich die antiholländische Partei mit der Wahl von Jacob van Oudtshorn zunächst durchsetzen. Der Bischof starb allerdings schon nach wenigen Monaten. Die nächste Wahl fiel mit Jan van Bronkhorst erneut auf einen Gegner der Holländer. Wilhelm III. von Holland, Reinald II. von Geldern und Johann III. von Brabant verbündeten sich gegen ihn. Ihrem Drängen ist es zuzuschreiben, dass Papst Johannes XXII. Johann von Diest gegen den Willen des Domkapitels zum Bischof von Utrecht ernannte. Zum Priester geweiht wurde er erst 1327.
Unter militärischem Schutz Brabants und Hollands konnte er in Utrecht einziehen. Die eigentliche Macht lag allerdings bei den Holländern. Im Übrigen war das Hochstift in einer katastrophalen finanziellen Lage. Schließlich war alles, was möglich war, verpfändet. Im Jahr 1328 musste es sich Johann gefallen lassen, dass sämtliche Einkünfte an Wilhelm III. von Holland, Reinald II. von Geldern und andere Schuldner fielen. Dem Bischof selbst blieb nur ein Einkommen von 2000 Pfund im Jahr. Im Jahr 1331 wurde die weltliche Regierung des Hochstifts förmlich zwischen Geldern und Holland aufgeteilt. Es kam zu einem vergeblichen Aufstand mit der Folge, dass Johann die Oberherrschaft Wilhelms und Reinalds anerkennen musste. Im Jahr 1337 gründete Johann das Kollegiatstift in Amersfoort. Nach dem Tod Wilhelms III. ging dessen Macht in Utrecht an seinen Sohn Wilhelm IV. über, der sogar einen Statthalter ernannte. Kurz darauf starb der Bischof und wurde im Utrechter Dom beigesetzt.